# Midnight Memories
Midnight Memories je třetí album od irsko-britské skupiny One Direction. Vydáno bylo 25. listopadu 2013.

## Seznamy skladeb
| Pořadí | Název                         | Délka |
| ------ | ----------------------------- | ----- |
| 1.     | Best Song Ever                | 3:22  |
| 2.     | Story Of My Life              | 4:05  |
| 3.     | Diana                         | 2:55  |
| 4.     | Midnight Memories             | 2:50  |
| 5.     | You & I                       | 3:10  |
| 6.     | Don't Forget Where You Belong | 3:01  |
| 7.     | Strong                        | 2:52  |
| 8.     | Happily                       | 2:36  |
| 9.     | Right Now                     | 3:32  |
| 10.    | Little Black Dress            | 3:45  |
| 11.    | Through The Dark              | 2:59  |
| 12.    | Something Great               | 3:15  |
| 13.    | Little White Lies             | 3:22  |
| 14.    | Better Than Words             | 3:07  |

| Bonusové skladby na The Ultimate Edition | Bonusové skladby na The Ultimate Edition | Bonusové skladby na The Ultimate Edition |
| Pořadí                                   | Název                                    | Délka                                    |
| ---------------------------------------- | ---------------------------------------- | ---------------------------------------- |
| 15.                                      | Why Don't We Go There                    | 2:57                                     |
| 16.                                      | Does He Know?                            | 3:08                                     |
| 17.                                      | Alive                                    | 2:42                                     |
| 18.                                      | Half a Heart                             | 3:10                                     |